# 潮來 (巫女)

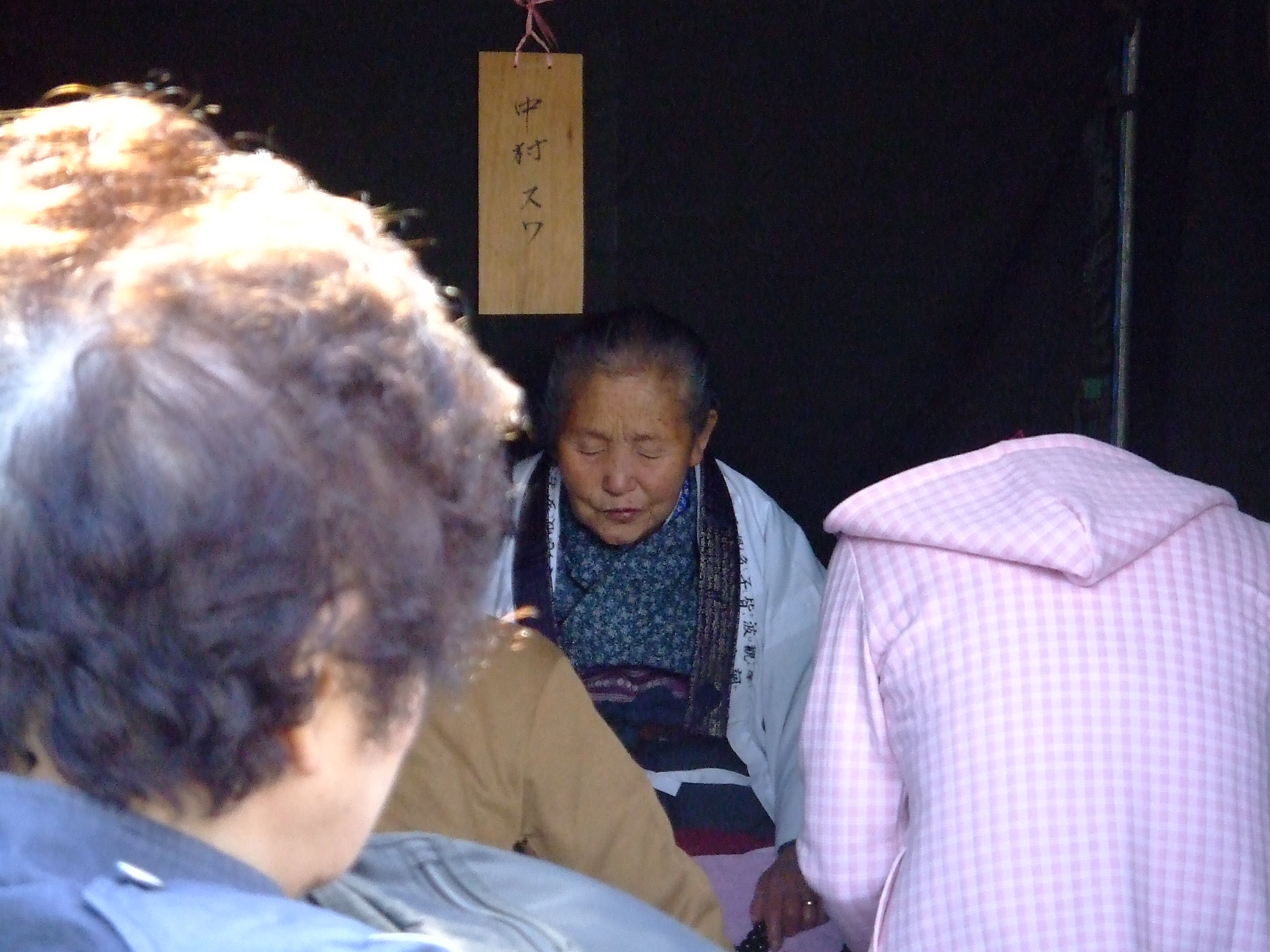
恐山上的一位潮來。

潮來（日语：イタコ），是日本東北地區恐山的一種巫女。潮來能夠呼喚死者，讓死者附身在自己身上。平時也從事占卜農作物收成狀況，預測他人的運氣及健康，或給予負責地區的居民各類建議。潮來在通靈時可能會使用樂器，通常是使用梓弓、倭琴或太鼓。因此潮來是梓巫女的正統繼承人。亦會詠唱咒文，並舞弄御白樣的人偶，以祈禱神明能夠守護家庭。
她們通常是因各類因素而導致眼睛失明或弱視的女性，在年輕的時候跟隨資歷較老的長輩修行，而成為靈媒。在成为一个潮來前，要經一培训与淨化过程，在正式成为潮來前一百天，要穿白色和服。在冬季把自己泡在冷水中，在最后三星期不能吃肉、鹽与穀物、熱食。在仪式当天她們打扮成新娘，表示嫁给一个神，她们通常也会默记一些经文。
相較於神棍潮來有更嚴謹的傳承文化及日常修行。
另外，日本東北地區有種名為神樣的巫女。兩者不同之處在於神樣是以天生靈感讓神靈附身在自己身上，並且是自修而成。